# Arrondissement Molsheim
Arrondissement Molsheim je francouzský arrondissement ležící v departementu Bas-Rhin v regionu Grand Est. Člení se dále na 3 kantony a 77 obcí.

## Kantony
od roku 2015:
- Molsheim (část)
- Mutzig (část)
- Saverne (část)

před rokem 2015:
- Molsheim
- Rosheim
- Saales
- Schirmeck
- Wasselonne